# جيسي ماثيوز
جيسي ماثيوز (بالإنجليزية: Jessie Matthews)‏ (11 مارس 1907 - 19 أغسطس 1981) ممثلة إنجليزية وراقصة ومغنية في العشرينات والثلاثينيات من القرن العشرين، واستمرت حياتها المهنية في فترة ما بعد الحرب.

## روابط خارجية
- جيسي ماثيوز على موقع IMDb (الإنجليزية)
- جيسي ماثيوز على موقع ألو سيني (الفرنسية)
- جيسي ماثيوز على موقع ميوزك برينز (الإنجليزية)
- جيسي ماثيوز على موقع أول موفي (الإنجليزية)
- جيسي ماثيوز على موقع قاعدة بيانات برودواي على الإنترنت (الإنجليزية)
- جيسي ماثيوز على موقع قاعدة بيانات الأفلام السويدية (السويدية)
- جيسي ماثيوز على موقع إن إن دي بي (الإنجليزية)
- جيسي ماثيوز على موقع ديسكوغز (الإنجليزية)
- جيسي ماثيوز على موقع قاعدة بيانات الفيلم (الإنجليزية)
- جيسي ماثيوز على موقع كينوبويسك (الروسية)

- Jessie Matthews في موقع شاشة الإنترنت [الإنجليزية]‏ التابع لمعهد الفيلم البريطاني
- The Jessie Matthews Homepage archived at the واي باك مشين
- Biographical article – Daily Mail by Michael Thornton
- British Pictures biography
- Radio Days biography (includes audio clips)
- Jessie Matthews appearance on This Is Your Life
- BBC Radio 4 Woman's Hour Centenary programme
- All Music and All Movie Guide profiles
- Their Record Speaks for Them in-depth article about her recording career
- "Jessie Matthews". Theatre & Performance. متحف فكتوريا وألبرت. مؤرشف من الأصل في 2011-04-13. اطلع عليه بتاريخ 2011-03-24.